# Ron Smith (dessinateur)
Pour les articles homonymes, voir Ronald Smith (homonymie) et Smith.
Ronald George Smith (né en 1924 à Bournemouth (Angleterre) et mort le 10 janvier 2019) est un dessinateur de bande dessinée britannique qui a travaillé pour la maison d'édition écossaise D. C. Thomson & Co. de 1951 à 1972 et pour le mensuel de bande dessinée anglais 2000 AD de 1979 à 1994, y dessinant de nombreuses histoires de Judge Dredd.